# حلاق إشبيلية

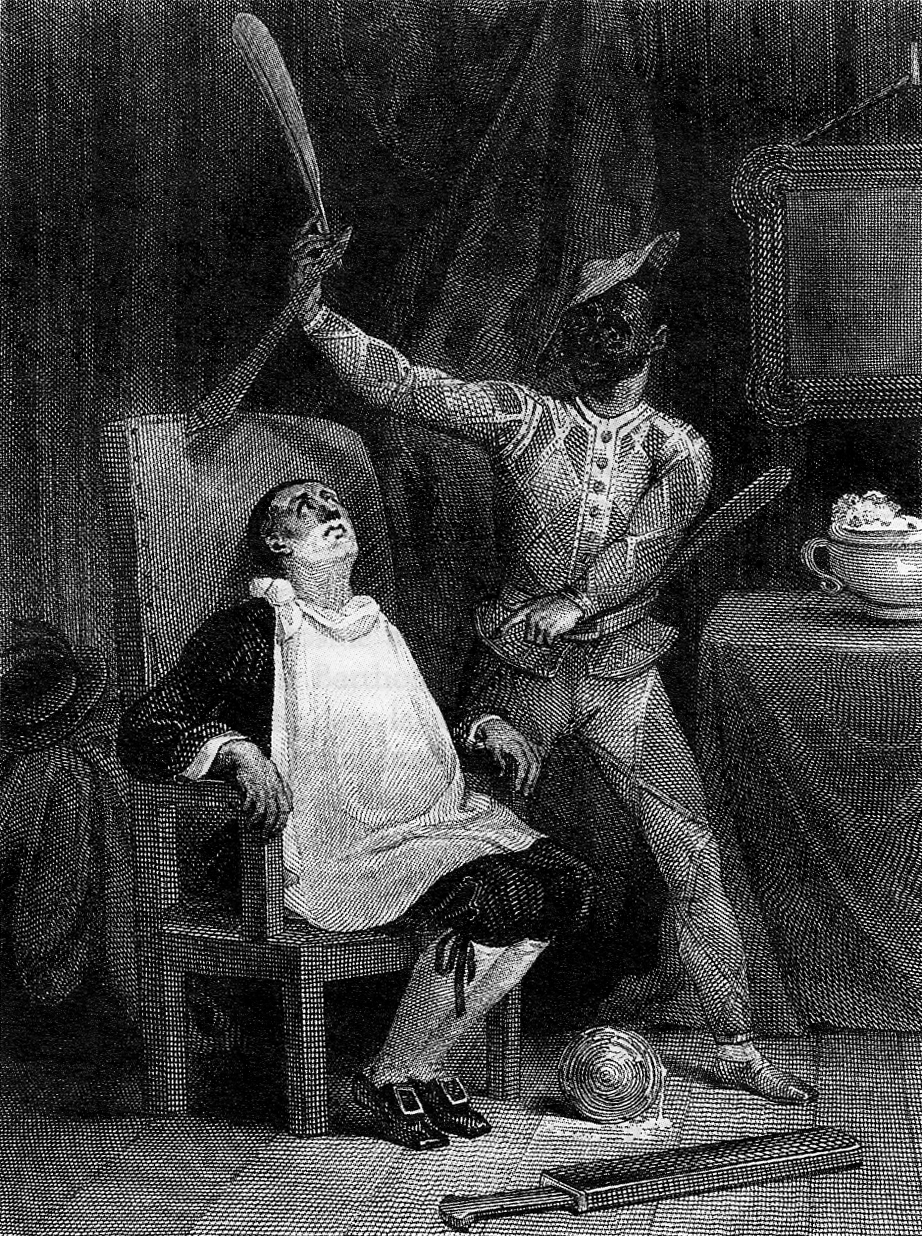
Clásica escena

حلاق إشبيلية (بالإنجليزية: The Barber of Seville)‏ هي أوبرا كوميدية كتبها جواكينو روسيني عام 1816.
اوبرا هزلية من فصلين ألف موسيقاها جواكينو روسيني ونصها تشزاره ستربيني. تدور أحداث الاوبرا حول قصة حب بين الشاب الكونت ألمافيفا والشابة روزينا. ويرغبان بالزواج، إلا أن بارتولو الوصي على روزينا طامع بأموالها ويريد الزواج منها. وهنا يظهر الحلاق فيگارو، وهو رجل سليط اللسان يتمكن من إفشال مخطط بورتولو. وينتهي العمل نهاية سعيدة بانتصار الحب وزواج الحبيبين..
يعتبر فيگارو هو الشخصية الرئيسية في اوپرا حلاق إشبيلية التي أخذت عن مسرحية مسرحية بنفس الاسم لپيير بومارشيه، واوپرا زواج فيگارو من تأليف ڤولفگانگ أماديوس موتسارت، والتي أخذت عن مسرحية تحمل نفس الاسم لبومارشيه أيضا.

## التاريخ
كانت في الأصل مسرحية كتبها الفرنسي بيير أوجستن كارون دي بومارشيه عام 1775، ولكن حولـها جوڤاني پايسييلو إلى عرض أوبرالي بنفس العنوان عام 1782، وكان واحداً من عمالقة الأوبرا الإيطالية، لكنها لم تكتسب شهرتها وشعبيتها العالمية إلا على يد جواكينو روسيني الذي أعاد تأليف الأوبرا بأسلوب جديد أخاذ أروع ما فيه موسيقاه الخالدة التي ظلت لقرون عديدة من أفضل ما ألف في الموسيقى، ومازالت موسيقاها الأكثر استخداماً في الإعلانات البصرية والسمعية، وكتب روسيني أوبرا حلاق اشبيلية تحت طلب مدير مسرح أرجنتينا بروما، وتمّ إنتاجها أول مرة سنة 1816.
لكن الشيء اللافت للنظر في أوبرا اشبيلية أنه في بداية عرضها سنة 1816 في روما منيت بالفشل الذريع، وسخر منها الجمهور، بيد أن عرضها بدأ يتحسن بعد ذلك رويدا رويدا حتى أصبحت تصنف ضمن الأعمال الأوبرالية العشرين الأكثر انتشارا في أمريكا الشمالية.

## الملخص

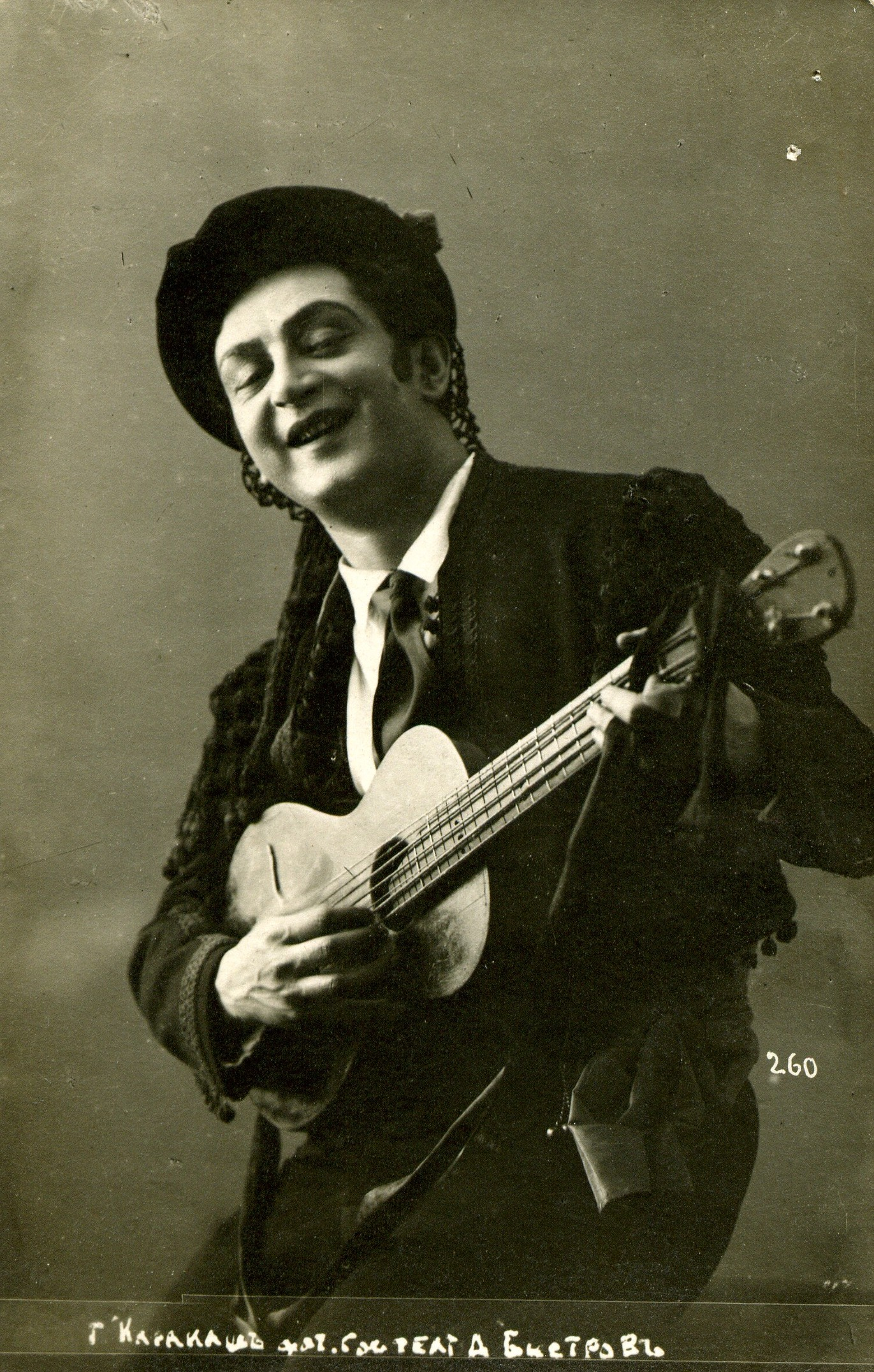
El barítono ruso Mikhail Karakash (1887-1937) como Figaro

المكان: إشبيلية، إسپانيا.
الزمان: القرن 17.

### الفصل الأول
تبدأ أوبرا حلاق اشبيلية بمقدمة موسيقية هادئة تتكون من لحنين أساسيين بعد افتتاح بطيء، ثم يبدأ الفصل الأول الذي نتعرف فيه على أبطال العمل الرئيسيين وهم الفتاة الجميلة روزينا والوصي عليها الدكتور بارتولو الذي يحاول الزواج منها رغم كبر سنه، بعدها يظهر الكونت المافيفا الذي يحب روزينا ويراقبها من أسفل شرفتها، وتبادله الفتاة الحب رغم عدم معرفتها بشخصيته، وتبدأ الأحداث بدخول الحلاق فيجارو وهو شخصية مرحة، ذكية متعددة المواهب، فهو حلاق وطبيب ووسيط في حالات الحب والزواج، ونراه وهو يحمل الجيتار ويغني أغنيته الجميلة «أنا خادم المدينة»، وبعد أن ينتهي من الأغنية يلاحظ الكونت وهو يراقب روزينا فيتعرف عليه ويقدم له معلومات عن الفتاة ووصيها فيطلب منه الكونت تدبير لقاء معها لكن الحلاق يماطل ويتهرب، لأنه لا يريد أن يقدم خدماته مجانا وعندما يعده الكونت بمكافأة كبيرة من الذهب عندها فقط يقرر تدبير خطة اللقاء، وملخصها أن يتنكر الكونت بملابس جندي وأن يدعي أنه أحد أفراد فرقة عسكرية دخلت المدينة مساء.
وحسب التقاليد فمن حقه دخول أي بيت ويسكن فيه كضيف، وهكذا يستطيع الكونت اختيار منزل الدكتور، وبالتالي يكون قريبا من روزينا وأوصاه أن يدعي بأنه سكران ليبعد الشك عن الدكتور الذي ارتاب بسلوك روزينا مؤخرا، يفرح الكونت بهذه الخطة ويذهب لتنفيذها وهو يغني، وفي هذه الأثناء نرى روزينا في داخل البيت وقد كتبت رسالة إلى حبيبها المجهول وهي تتغنى بجمال صوته الذي تحفظه في قلبها.

### الفصل الثاني

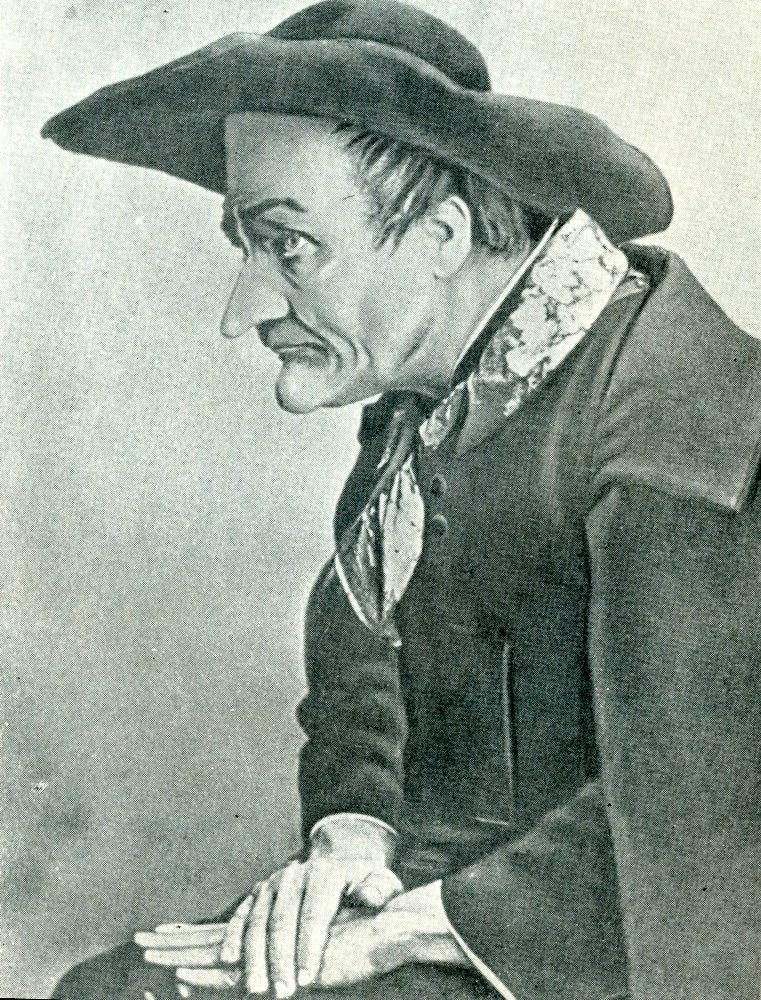
فيودورشاليابين وفضول دون باسيليو

في الفصل الثاني يدخل الكونت منزل بارتولو وقد تنكر هذه المرة بزي دون ألونزو تلميذ بازيليو، ويدعي أن أستاذه مريض وقد أرسله لتعليم روزينا بدلا عنه، لكن الطبيب الذي يشك بأن هذه إحدى خدع الكونت يرفض فيدعي التلميذ، كسبا منه الوقت أنه قد عثر على رسالة روزينا إلى الكونت، بعد أن نسيها في الفندق فيحاول الدكتور الحصول عليها ليقدمها إلى روزينا كدليل على عدم وفاء حبيبها، وهنا يدخل الحلاق حاملا عدة الحلاقة، لكن الدكتور يطلب منه التأجيل فيرفض ”فيجارو“ الذي يخرج مفكرته ويقرأ منها جدول مواعيده المزدحم فيضطر الدكتور الموافقة ويعطيه مفاتيح المخزن ليحضر الصابون والمنشفة فيذهب الحلاق ويتعمد كسر بعض الآنية ليحضر الطبيب ويترك الحبيبين يتناجيان لبعض الوقت وبعدها يرجع الدكتور والحلاق وقد سرق مفتاح الشرفة ويبدأ الحلاقة، وفي هذه اللحظة تحدث مفاجأة عند دخول المعلم «بازيليو» إلى البيت فيظهر الارتباك والحرج على وجوه الجميع الذين يبدأون بإيهامه بأنه مريض ويحتاج إلى الراحة فيقتنع المسكين ويغادر المسرح ويعود فيجارو لعمله ويقف بحيث يحجب العاشقين عن ناظريّ الطبيب، حيث اتفقا على الهرب في منتصف الليل وحينما بدأ الكونت بشرح تقديمه الرسالة إلى «بارتول» تنبه إلى أنه يراقبهما فسكت وظلت تلك الحيلة غير معروفة «لروزينا»، وبعد مغادرتهم قدم الطبيب الرسالة لها وأخبرها بشخصية الحبيب الحقيقية فأحست بغضب شديد وأقسمت بأنها ستنتقم منه وتخبر الطبيب بخطة الهرب في منتصف الليل
وبعد مرور بعض الوقت وفي الموعد المحدد يدخل الكونت والحلاق من الشرفة لكن «روزينا» ترفض الهروب وتتهم حبيبها بالخيانة، ورغم ذلك يستطيع أن يقنعها بصدق حبه ويخبرها بقصة الرسالة فتفرح لذلك ويقرران المضي في تنفيذ الخطة إلى النهاية، وفي هذه اللحظة يلمح فيجارو شخصين يقتربان من المنزل ويحمل كل منهما مصباحا ويتلو ذلك غناء ثلاثي رائع يحذر كل منهم الآخر بأن يلتزم الهدوء، ثم يقررون الخروج عن طريق سلّم وضعوه خارج الشرفة لكنهم يفاجأون باختفائه ودخول «بازيليو» ومسجل العقود، وأمام هذه المفاجأة يقرر الكونت حسم الموقف بسرعة فينفرد «ببازيليو»
ويقدم له خاتمه ويخيره بين أمرين إما القتل أو التعاون معه، فيختار الحل الثاني ليكون مع الحلاق الشاهدين على عقد القران، وبعد لحظة واحدة فقط يدخل الدكتور ومعه الشرطة طالبا منهم القبض على الكونت والحلاق باعتبارهما لصين، ولكن الكونت يكشف عن شخصيته الحقيقية ويخبرهم أنه تزوج روزينا وأن سلطة الدكتور عليها قد انتهت لينتهي الفصل والأوبرا أثناء غناء الجميع على شكل كورس، غناء يحمل طابع الفرح والسعادة.

## هوامش
1. 1 2  Archivio Storico Ricordi، QID:Q3621644
2. 1 2 3  Franklin Mesa (2007). Opera: an encyclopedia of world premieres and significant performances, singers, composers, librettists, arias and conductors, 1597-2000 (بالإنجليزية). Jefferson: McFarland & Company. ISBN:978-0-7864-0959-4. LCCN:2006020687. OCLC:70176871. OL:8138496M. QID:Q19923804.
3. ↑  حلاق أشبيلية في موسكو بحلة جديدة، روسيا اليوم نسخة محفوظة 15 أبريل 2020 على موقع واي باك مشين.
4. ↑  حلاق إشبيلية، موقع الدي في دي العربي نسخة محفوظة 18 مارس 2020 على موقع واي باك مشين.

## وصلات خارجية
- Bilingual Libretto (English and Italian)
- Libretto
- (بالألمانية)

```
The Barber of Seville
```